# Prays
Prays är ett släkte av fjärilar som beskrevs av Jacob Hübner 1825. Prays ingår i familjen spinnmalar.

## Dottertaxa tillPrays, i alfabetisk ordning[1][2]
- Prays acmonias
- Prays adspersella
- Prays amblystola
- Prays autocasis
- Prays caenobitella
- Prays calycias
- Prays chrysophyllae
- Prays citri
- Prays curalis
- Prays curtisella
- Prays curulis
- Prays ducalis
- Prays endocarpa
- Prays endolemma
- Prays erebitis
- Prays fraxinella
- Prays fraxinellus
- Prays friesei
- Prays fulvocanella
- Prays inscripta
- Prays liophaea
- Prays moschettinella
- Prays nephelomima
- Prays oleae
- Prays oleella
- Prays oliviella
- Prays parilis
- Prays peperitis
- Prays ruficeps
- Prays rustica
- Prays simplicella
- Prays sparsipunctella
- Prays stratella
- Prays sublevatella
- Prays temulenta
- Prays tyrastis
- Prays xeroloxa